# Hypericum linariifolium
Hypericum linariifolium é uma espécie de planta com flor pertencente à família Hypericaceae. 
A autoridade científica da espécie é Vahl, tendo sido publicada em Symb. Bot. (Vahl) 1: 65. 1790.

## Portugal
Trata-se de uma espécie presente no território português, nomeadamente em Portugal Continental e no Arquipélago da Madeira.
Em termos de naturalidade é nativa das duas regiões atrás indicadas.

## Protecção
Não se encontra protegida por legislação portuguesa ou da Comunidade Europeia.